# Zdzisław Dorobisz
Zdzisław Dorobisz (ur. 9 czerwca 1890 w Sosnowcu, zm. 21 lipca 1968 tamże) – działacz komunistyczny.
Po ukończeniu 7 klas szkoły powszechnej praktykował u tokarza i uczył się obróbki metali w Dniepropietrowsku. W 1904 wstąpił do SDPRR, był kolporterem wydawnictw partyjnych i uczestnikiem strajków. W 1906 aresztowany i skazany na rok twierdzy w Ługańsku, po odbyciu kary zbiegł z transportu do Krasnojarska, gdzie miał zostać osiedlony. Wrócił do Sosnowca, gdzie pracował jako tokarz w walcowni rur. Działacz SDKPiL, zorganizował komórkę tej partii w walcowni. W 1914 udał się do Zagłębia Donieckiego, gdzie był tokarzem w kopalni. Podczas rewolucji październikowej był przewodniczący Komitetu Rewolucyjnego w rejonie Własowo-Ajuta i współorganizatorem oddziałów Czerwonej Gwardii. Na początku 1918 udał się do kraju, jednak podczas przekraczania granicy w Brodach został aresztowany przez żołnierzy austriackich i osadzony w lwowskim obozie wojskowym, skąd wkrótce zbiegł. Na przełomie 1918/1919 współorganizował Radę Delegatów Robotniczych w Ogrodzieńcu, potem wrócił do Sosnowca, gdzie był tokarzem w kopalni. Działał w KPP do jej rozwiązania w 1938 oraz w Związku Zawodowego Robotników Przemysłu Metalowego w Polsce i brał udział w wielu strajkach. Pod koniec 1942 wstąpił do PPR i GL. Od 1945 kierownik Warsztatów Mechanicznych w hucie idziałał w zakładowej organizacji partyjnej. W 1955 przeszedł na rentę dla zasłużonych, pracował społecznie w Komisji Historycznej przy Komitecie Miejskim PZPR w Sosnowcu i w miejscowym oddziale ZBoWiD.
Był odznaczony m.in. Orderem Sztandaru Pracy I klasy i Krzyżem Komandorskim Orderu Odrodzenia Polski.